# Harlow Shapley
Harlow Shapley (Nashville, Missouri, 2 november 1885 – Boulder, Colorado, 20 oktober 1972) was een Amerikaans astronoom. Hij werd vooral bekend omdat hij in het begin van de 20e eeuw de grootte van het Melkwegstelsel wist te bepalen en de positie daarin van het zonnestelsel. Zijn dochter Mildred Shapley Matthews, eveneens astronoom, won in 1993 de Masursky Award. Zijn zoon Lloyd Shapley won in 2012 de prijs van de Zweedse Rijksbank voor economie.

## Opleiding
Shapley studeerde sterrenkunde aan de Universiteit van Missouri en aan de Princeton-universiteit. Bij Henry Norris Russell promoveerde hij in 1914 op een proefschrift over eclipserende dubbelsterren. Daarna ging hij als onderzoeker werken aan het Mount Wilson-observatorium in Californië op verzoek van George Ellery Hale. Deze sterrenwacht beschikte destijds over een van de grootste spiegeltelescopen ter wereld.

## Het centrum van de Melkweg
Shapley verlegde nu zijn aandacht naar de studie van bolvormige sterrenhopen. Hiermee kon hij in 1918 de omvang bepalen van het melkwegstelsel en de plaats waar zich haar centrum bevond. Ook werd nu duidelijk dat de zon niet in het centrum van de Melkweg stond.
Voor Shapley aan deze studie begon, was al bekend dat de bolvormige sterrenhopen asymmetrisch verspreid liggen en dat er veel meer voorkomen in de ene hemisfeer dan in de andere. Ook wist men dat in veel van deze sterrenhopen cepheïden voorkwamen, sterren wier variërende helderheid veel gelijkenis vertoonde met die van de reeds door Shapley bestudeerde eclipserende dubbelsterren. Met deze kennis kon Shapley bepalen waar in de ruimte de sterrenhopen zich bevonden.
Hij speurde naar cepheïden in de bolvormige sterrenhopen en kon zo de afstanden tot de sterrenhopen bepalen. Shapley ontdekte dat de bolvormige sterrenhopen zelf gegroepeerd liggen in een soort enorme bolvormige cluster, waarvan het centrum echter niet lag in de buurt van onze zon. Hij berekende dat het centrum van deze ruimtelijke verdeling zich bevond op ongeveer 50.000 lichtjaar van ons verwijderd, in de richting van het sterrenbeeld Boogschutter.
Hij veronderstelde terecht dat dit centrum ook het centrum is van het melkwegstelsel. Dit betekende ook dat de zon niet in het centrum lag van het melkwegstelsel, maar ver daarbuiten. Tot hiertoe dacht men dat het melkwegstelsel zelf zo’n 15 tot 20.000 lichtjaar in doorsnede was. Shapley beweerde nu op grond van zijn studie van cepheïden dat de doorsnede ongeveer 300.000 lichtjaar bedroeg. Dit was een gigantische sprong, waarop men later wel wat moest afdingen. De diameter blijkt ongeveer 100.000 lichtjaar te bedragen.

## Het Grote Debat
Op 26 april 1920 organiseerde de National Academy of Sciences in Washington D.C. een debat over de omvang van het heelal, een onderwerp waarover Shapley en Heber Curtis, die werkte aan het Lick-observatorium van de Universiteit van Californië, nogal van mening verschilden. Curtis verdedigde de stelling dat het heelal bestond uit veel meer sterrenstelsels zoals de Melkweg. Hij baseerde zich daarbij op de overtuiging dat de toen bekende spiraalnevels beschouwd moesten worden als ver weg gelegen sterrenstelsels. Shapley daarentegen bleef overtuigd dat de spiraalnevels gaswolken waren die zich binnen het melkwegstelsel bevonden of hoogstens beschouwd konden worden als dichtbije satellieten van het melkwegstelsel. Hij had juist de enorme afmetingen van de melkweg ontdekt en dacht dat het heelal slechts één zo'n gigantisch sterrenstelsel bevatte.
Shapley beweerde ook dat de zon zich ver van het centrum van dit grote heelal-sterrenstelsel bevond. In Curtis’ opvatting daarentegen bevond de zon zich juist dicht bij het centrum van ons relatief kleine en gewone sterrenstelsel. In de loop van de volgende jaren zou bewezen worden dat beiden gelijk (en dus ook ongelijk) hadden. De grote omvang van de melkweg en de positie van de zon bleken Shapley gelijk te geven. De ontdekking van de ware aard van de spiraalnevels gaven Curtis gelijk. Het is een van die grote debatten in de astronomie waarin achtereenvolgens de centrale plaats in het heelal van onze aarde, van onze zon, ten slotte van de melkweg in het geding was.

## Verdere loopbaan
In 1921 werd Shapley hoofd van het Observatorium van het Harvard College in Cambridge (Massachusetts) waar hij Edward Charles Pickering opvolgde.  Onder zijn directie werd het observatorium snel gemoderniseerd en met nieuwe kijkers uitgerust. Hij richtte aan de Harvard-universiteit de afdeling astronomie op, die een belangrijke rol zal spelen bij de opleiding van jonge astronomen. Vanuit het Harvard observatorium bestudeerde Shapley de Magelhaense wolken om de ruimtelijke verdeling van externe sterrenstelsels te bepalen. Hij ontdekte in 1938 nieuwe dwergsterrenstelsels in de sterrenbeelden Beeldhouwer en Oven.
Shapley was een groot voorstander van internationale uitwisseling tussen wetenschappers. Hijzelf ging meermaals spreken in het buitenland. In de jaren 30 was hij actief betrokken bij het redden van Europese wetenschappers en trachtte hij voor hen plaatsen te vinden in de Amerikaanse universiteiten. Tijdens en na de Tweede Wereldoorlog werd Shapley meer en meer in beslag genomen door zijn uitvoerende en representatieve taken. Hij werd voorzitter van de American Astronomical Society (van 1943 tot 1946), de American Association for the Advancement of Science (in 1947) en de National Society of Sigma Xi (van 1943 tot 1947).
In 1945 trok hij naar Moskou ter gelegenheid van de 220e verjaardag van de Wetenschappelijke Academie, waar hij pleitte voor samenwerking tussen Russische en Amerikaanse geleerden. Shapley werd nu zelf voorwerp van een onderzoek naar on-Amerikaanse activiteiten. Ook Joseph McCarthy liet hem voorkomen in zijn strijd tegen het communisme. Hoewel Shapley niets ten laste kon worden gelegd, werden toch ook enkele van zijn medewerkers en zijn vrouw ondervraagd.
Shapley trok zich in 1952 terug als directeur van het Harvard Observatorium, maar bleef nog tot 1956 meewerken als onderzoeker. Shapley bleef actief als schrijver en bleef zoals ook al voorheen, talrijke voordrachten geven. Hij overleed op 20 oktober 1972 terwijl hij op bezoek was bij zijn zoon. Hij was gehuwd met Maria Betz Shapley, die al zijn medewerkster was in Princeton en had vijf kinderen.

## Onderscheidingen
- Henry Draper Medal in 1926, uitgereikt door de National Academy of Sciences voor astronomisch onderzoek.
- Gold Medal van de Royal Astronomical Society (RAS) in 1934, hoogste onderscheiding van de RAS in Groot-Brittannië.
- Bruce Medal in 1939, uitgereikt voor een levenslange bijdrage aan de astronomie door de Astronomical Society of the Pacific (ASP).
- Henry Norris Russell Lectureship in 1950, uitgereikt voor zijn levenslange bijdragen aan de astronomie door de American Astronomical Society.

## Naar hem genoemd
- de Shapley Supercluster, de grootste massaconcentratie van het waarneembare heelal, in 1930 voor het eerst opgemerkt door Shapley zelf, ligt tussen 400 en 650 miljoen lichtjaar ver en bestrijkt een doorsnede van 120 miljoen lichtjaren.
- de maankrater Shapley, van 23 km doorsnede

## Werken

### In het Engels
- A Study of the Orbits of Eclipsing Binaries, Princeton Observatory, Princeton, NJ (1915).
- Starlight, George H. Doran Co., NY (1926).
- The Stars, American Library Association, Chicago, IL (1927).
- Shapley, Harlow & Helen E. Howarth, eds., A Source Book in Astronomy, McGraw-Hill, NY (1929).
- Flights from Chaos; a Survey of Material Systems from Atoms to Galaxies, Adapted from Lectures at the College of the City of New York, Class of 1872 Foundation, McGraw-Hill, NY (1930).
- Time and Its Mysteries, 3 vols., New York Univ. Press, NY (1936-49).
- Galaxies, Harvard Univ. Press, Cambridge, MA (1943).
- Shapley, Harlow, Samuel Rapport, & Helen Wright, eds., A Treasury of Science, Harper & Row, NY (1943).
- Shapley, Harlow, Helen Wright, & Samuel Rapport, eds., Readings in the Physical Sciences, Appleton-Century-Crofts, NY (1948).
- The Inner Metagalaxy, Oxford Univ. Press, Oxford, UK & Yale Univ. Press, New Haven, CT (1957).
- Of Stars and Men : Human Response to an Expanding Universe, Greenwood Press, Westport, CT (1958).
- Science Ponders Religion, Appleton-Century-Crofts, NY (1960).
- A Source Book in Astronomy, 1900-1950, Harvard Univ. Press, Cambridge, MA (1960).
- The View from a Distant Star; Man’s Future in the Universe, Basic Books, NY (1963).
- Beyond the Observatory, Scribner, NY (1967).

### In het Nederlands
- Extragalactische stelsels, melkwegstelsels, galaxieën, Harvard University Press, Cambridge (1975)